# Néostigmine
La néostigmine est un parasympathomimétique indirect, inhibiteur des cholinestérases commercialisé sous le nom de Prostigmine (sous forme de bromure de néostigmine) ou sous le nom de Néostigmine (méthylsulfate de néostigmine). Elle fut synthétisée pour la première fois en 1931 par Aeschlimann et Reinert. 

## Mode d'action
La néostigmine se lie au site anionique de l'acétylcholinésterase et empêche son activité d'hydrolyse. De ce fait, elle potentialise la concentration de l'acétylcholine dans la fente synaptique et stimule indirectement à la fois les récepteurs nicotiniques et muscariniques. La néostigmine possédant un ammonium quaternaire l'empêche de passer la barrière hémato-encéphalique.

## Utilisation thérapeutique
La néostigmine est indiquée dans le traitement de la myasthénie, du syndrome d'Ogilvie et de façon régulière en anesthésie générale pour antagoniser les effets des curares non dépolarisants en fin d'intervention, parfois pour traiter une rétention aiguë d'urine. En raison de ses effets cholinergiques (bradychardie, sueurs, sialorrhée, diarrhée) on l'associe fréquemment à l'atropine.

## Divers
La néostigmine fait partie de la liste des médicaments essentiels de l'Organisation mondiale de la santé (liste mise à jour en avril 2013).